# Cohabitat
Cohabitat – organizacja działająca od 2007, od 2012 zarejestrowana w formie fundacji. Organizacja promuje wykorzystanie materiałów naturalnych, samowystarczalność, otwarte technologie, mając na celu pomoc ludziom w tworzeniu naturalnych siedlisk (habitatów), budowanych na bazie zasad funkcjonowania ekosystemów. Cele te realizuje poprzez festiwale, warsztaty oraz webinaria. Środowisko osób związanych z Cohabitatem skupia architektów, specjalistów od permakultury i odnawialnych źródeł energii, tworząc swoisty ekosystem. Od listopada 2010 Cohabitat współpracuje z Programem Narodów Zjednoczonych ds. Rozwoju (UNDP).

## Początki działalności
Inicjatorem ruchu jest Paweł Sroczyński, w 2007 student architektury na Politechnice Łódzkiej, pasjonat budownictwa naturalnego. Poprzez blog i stronę internetową Studia Architektury Naturalnej Cohabitat Atelier zaczął gromadzić kolejnych entuzjastów, a także pierwszych klientów, dla których zaprojektował mały dom (25 m² powierzchni) w technice straw bale w Laskowicach Pomorskich pod Bydgoszczą. Dzięki dofinansowaniu z powiatowego urzędu pracy zakupiono pierwszy sprzęt budowlany. W 2010 pod Zgierzem odbyły się pierwsze warsztaty dla 17 osób, dotyczące budowy małego domku ze słomy wykończonego gliną. Warsztaty w lipcu oraz dwa weekendowe spotkania we wrześniu 2010 zgromadziły łącznie ok. 25 osób. 28 maja 2010 Paweł Sroczyński wystąpił na konferencji TEDxPoznań wygłaszając prelekcję pt. „Od życia komórkowego do Habitatu. Ewolucja idei schronienia”.

## Zaangażowanie grup zagrożonych wykluczeniem i Cohabitat Build
Jednym z projektów Cohabitatu jest zaangażowanie w naturalne budownictwo osób, które są w społeczeństwie defaworyzowane i ignorowane. Młodzież z Ośrodka Socjoterapii w Łodzi uczestniczyła w drugich warsztatach Cohabitatu w Laskowicach Pomorskich w kwietniu 2011, które przyciągnęły 35 pasjonatów naturalnych domów. Wiosną 2012 kilku bezrobotnych architektów i specjalistów budowlanych skupionych wokół fundacji, utworzyło, przy wsparciu Fundacji Inicjatyw Społeczno-Ekonomicznych, spółdzielnię socjalną Cohabitat Build (wcześniejsza nazwa robocza to CohabitatWORKS), oferującą budowę ekologicznych domów. Funkcjonowanie spółdzielni opiera się na modelu ekonomii otwartej („Open Governance Model”), gdzie struktura oparta jest na sieci. W Grójcu spółdzielnia wybudowała niskoenergetyczny dom mieszkalny o powierzchni ponad 200 m², zużywając prawie 1000 kostek słomy, wykończony tynkami glinianymi i wapiennymi.

## Cohabitat Gathering 2011
1 kwietnia 2011 odbył się, finansowany ze środków Programu Narodów Zjednoczonych ds. Rozwoju (UNDP), pierwszy międzynarodowy festiwal Cohabitat Gathering, pod hasłem "Inspiring the Evolution of Spaceship Earth", który zgromadził 215 uczestników. Wśród prelegentów byli m.in.:
- Gernot Minke – ekspert naturalnego budownictwa z uniwersytetu w Kassel i autor książki „Podręcznik budowania z gliny”[15],
- Robert Palusiński – prezes Fundacji Głębokiej Demokracji,
- Marcin Jakubowski z Open Source Ecology z USA[19],
- Jakub Kronenberg z Fundacji Sendzimira promującej zrównoważony rozwój[20].

## Cohabitat Gathering 2012
W dniach 13–14 października 2012 w Łodzi odbył się dwudniowy festiwal Cohabitat Gathering, którego hasłem było "Simplicity Rediscovered", czyli „Odkrywanie prostoty na nowo” pod patronatem honorowym Marszałka Województwa Łódzkiego Witolda Stępnia, w którym udział wzięło blisko 500 uczestników. Wśród prelegentów byli m.in.:
- Jadwiga Łopata – współzałożycielka i wiceprezes Międzynarodowej Koalicji dla Ochrony Polskiej Wsi (ICPPC), założycielka Europejskiego Centrum Rolnictwa Ekologicznego i Turystyki – Polska (ECEAT), wyróżniona w 2002 roku, jako pierwsza Polka i pierwsza Europejka, Nagrodą Goldmanów zwaną „ekologicznym Noblem”,
- Barbara Jones – od 30 lat budująca domy z kostek słomy, założycielka firmy Straw Works (wcześniej Amazonails), autorka książki “Building with Straw Bales: A Practical Guide for the UK and Ireland”, uhonorowana nagrodą Lifetime Achievement przez organizację Women in Construction oraz Woman of Outstanding Achievement przez UK Resource Centre for Women,
- Mary Clear – współzałożycielka Incredible Edible Todmorden[24] – jednej z najbardziej znanych organizacji społecznościowych w hrabstwie West Yorkshire w Wielkiej Brytanii,
- prof. Georg Maybaum – kierownik Instytutu Mechaniki Gruntów i Fundamentowania na Hochschule für angewandte Wissenschaft und Kunst w Holzminden,
- Dick Urban Vestbro – profesor Royal Institute of Technology w Sztokholmie, członek Architecture Without Borders oraz przewodniczący powstałego w 1981 roku stowarzyszenia Kollektivhus NU, promującego alternatywne sposoby zamieszkiwania i powstawanie wspólnot mieszkalnych, autor książki „Living together – Cohousing Ideas and Realities Around the World”.

Festiwal finansowany był ze środków społecznościowych, w ciągu 30 dni uzyskując ponad 97 000 zł od 583 osób, ustanawiając tym samym polski rekord crowdfundingu (poprzednio wynoszący 14 tys. zł).

## Inne projekty
Cohabitat organizuje także praktyczne warsztaty budowy domów ze słomy czy urządzeń technicznych. W dniach 10–20 sierpnia 2012 w Kwilnie k. Łodzi odbyły się warsztaty dla ok. 40 osób w zakresie budowania domu w technice straw bale, połączone z wykładami teoretycznymi prowadzonymi przez specjalistów architektury naturalnej. Podczas 10-dniowych warsztatów „Zrób-to-sam-2.0”, w których wzięło udział ponad 80 uczestników, zbudowano też kolektor słoneczny, toaletę kompostującą i kompostownik, suszarkę do owoców i małą turbinę wiatrową.
W 2012 powstał film (41 minut, reż. Jacek Burban) przedstawiający idee i prace Cohabitatu, zawierający relacje uczestników budowy domów z kostek słomy. Film dostępny jest na Youtube i został obejrzany przez 22 tysiące osób.
Na początku 2013 roku Cohabitat wydał książkę Gernota Minke pt. „Podręcznik budowania z gliny”, której polski przekład był od 10 lat odrzucany przez wydawnictwa. Cohabitat utworzył wydawnictwo Brama Wiedzy i dzięki funduszom od 600 „honorowych wydawców” książka mogła się ukazać.
Plany na przyszłość obejmują stworzenie w Łodzi pracowni FabLab, wyposażonej w narzędzia, które zwykle posiadają tylko duże firmy; tak aby każdy mógł zbudować np. rower, meble, konstrukcję stalową czy drewnianą, a nawet upiec chleb. Warsztat ma zawierać stanowiska: ślusarskie, elektroniczne, stolarskie, ciesielskie, komputerowe, fotograficzne, druku 3D, frezowania i wycinania CNC, a także miejsca do szycia i gotowania. Jest to wkład Cohabitatu w kampanię „Łódź kreuje”.
W 2013 festiwal Cohabitat Gathering będzie połączony z European Straw Bale Gathering, festiwalem odbywającym się od 1998 co dwa lata w innym kraju. Tym razem, dzięki staraniom grupy Cohabitat, impreza odbędzie się w Polsce, w Łodzi, w dniach 27–31 sierpnia 2013.